# Mirko Grmek
Mirko Grmek (Krapina, 1924. – Pariz, 6. ožujka 2000.) bio je hrvatski i francuski akademik, znanstvenik i istaknuti povjesničar medicine. Već je za života bio iznimno cijenjen u znanstvenim krugovima jer je dao golem doprinos povijesti medicine, koju je praktički osnovao kao disciplinu. Iznio je teoriju patocenoze, o supostojanju svih bolesti u istom vremenu, mjestu i društvu.

## Život i karijera
Grmek je od 1967. naturalizirani Francuz. Ušao je 1942. u Francuski pokret otpora, što ga je odvelo u Italiju, Švicarsku i natrag u Francusku. Po završetku rata otišao je u Zagreb na studij medicine. Ispočetka je radio kao liječnik opće prakse, a onda je postao profesor na fakultetu, da bi se na kraju posve okrenuo znanstvenom radu i doktorirao 1958. na zagrebačkom sveučilištu. U Zagrebu je osnovao Institut za povijest znanosti i uređivao prvu Medicinsku enciklopediju.
Nakon što je stekao diplomu talijanske Politehničke škole, smjestio se 1963. u Parizu, gdje mu Collège de France povjerava uređivanje bilježaka Claudea Bernarda, što će presudno utjecati na njegov daljnji rad, jer će u istom području postati međunarodno priznati stručnjak. Diplomirao je književnost u Parizu, vodio istraživanja u CNRS-u, a 1973. je imenovan direktorom istraživanja povijesti bioloških i medicinskih znanosti na École pratique des hautes études. Kao doktor znanosti i književnosti, predavao je na sveučilištima u Berkeleyu, Los Angelesu, Ženevi, Bologni i Lausannei, pri čemu je ostao počasni profesor Sveučilišta u Zagrebu.
U to je vrijeme bio i znanstveni direktor Međunarodne enciklopedije znanosti i tehnike, kao i glavni urednik Međunarodnog arhiva povijesti znanosti. U knjizi Povijest AIDS-a razradio je teoriju patocenoze. Cijelo Grmekovo djelo ima istu nit vodilju: povijesno istraživanje medicinskog znanja i prakse pomoću suvremenih znanstvenih metoda, a prvenstveno istraživanje nastanka ideja u određenom društvu i razdoblju.
Grmek je bio član HAZU-a i njegove američke inačice. Bio je predsjednik Međunarodne akademije za povijest znanosti od 1981. do 1986., kao i dopredsjednik Međunarodne unije povijesti znanosti 1997. Dodijeljen mu je orden Legije časti, a bio je i laureat Francuske akademije, Akademije znanosti, Medicinske akademije, te dobitnik Medalje Sarton.
Ne prekidajući znanstveni rad, zadnje je godine života uložio u izgradnju mosta između svoje dvije domovine. U to je doba Hrvatska stekla nezavisnost, a Grmek je cijeli život bio vezan uz rodnu grudu. Pisao je povijesne radove kao što je Etničko čišćenje, a pogotovo iznimnu knjigu Pobunjenici iz Villefranchea o pobuni hrvatskih vojnika za vrijeme njemačke okupacije Francuske. Pred smrt je oporučno ostavio velik dio svoje osobne knjižnice hrvatskoj akademiji, kao i postavio osnove za budući Hrvatski kulturni centar u Parizu. Pokopan je na pariškom groblju Montparnasse.
Znanstveni časopis "Eurêka" objavio je 1996. velik razgovor s Grmekom pod naslovom Mirko Grmek, liječnik stoljeća, u kojem stoji: "Priznat među znanstvenicima cijeloga svijeta, ali nepoznat široj javnosti, ovaj je Hrvat proveo život usrdno braneći jednu ideju: da medicina mora imati savjest i da znanost nije ništa bez humanizma." 

## Patocenoza
Kao povjesničar, Grmek je bio duboko uvjeren da povijesna rekonstrukcija mora polaziti od jasnog određenja činjenica i vrednovanja stalnih sastavnica ljudskog organizma. Pod činjenicama se ovdje misli na bolesti, a pod stalnim sastavnicama na elemente ljudske fiziologije. Međutim, povijest medicine mora se prvenstveno sastavljati kao povijesni prikaz bolesti raznih društava i obrambenih strategija koje ljudski organizmi koriste protiv njih. U osnovi se držao pouka Claudea Bernarda, osnivača eksperimentalne medicine i u mnogo čemu osnivača fiziologije kao ključne medicinske znanosti, koji je smatrao da bolest obuhvaća sve pojave koje ruše otpor milieu interieur (unutarnjeg prostora), tj. organizma, te da bolest u velikoj mjeri ovisi o čimbenicima vanjskog okoliša.
Naravno, bolesti nisu konkretne stvari kao npr. mikroorganizmi koji izazivaju zaraze. S obzirom na to da je bolest reaktivan proces, ne može se odvojiti od tijela u kojem se javlja. Međutim, čini se da bolesti imaju postojanje koje ne ovisi o bolesnicima. Ta se nezavisnost može vidjeti kad oboli mnogo ljudi, jer onda bolest postaje događaj. Odatle slijedi konkretno postojanje bolesti kao pojava koje pogađaju cijelo društvo.
Tu se zapravo radi o epidemiološkom pristupu. Grmek je, dakle, bio epidemiolog, a u njegova istraživanja u tom području spada Histoire du sida, mnogo prevođeno djelo o najvećoj bolesti 20. stoljeća, AIDS-u. U tom djelu istražuje uzroke širenja te bolesti, detaljno analizira sukobe između francuskih i američkih znanstvenika, sve dok Montagnier s Pasteurova instituta u Parizu nije sa sigurnošću utvrdio retrovirus Hiv, odgovoran za sindrom gubitka imuniteta. 
Međutim, Grmek smatra da epidemiološko istraživanje ne može zabilježiti pojavljivanje i širenje određene bolesti u određenom društvu ako se dotična bolest ne poveže sa svim drugim bolestima, kroničnim ili sezonskim, koje se javljaju u dotičnom društvu. Odatle je izveo teoriju patocenoze, to jest, supostojanja svih bolesti u istom vremenu, mjestu i društvu. Teorija patocenoze, koju je Grmek usvojio da objasni širenje AIDS-a, ali i rekonstruira patološko stanje grčkog svijeta (Bolesti u osvit zapadne civilizacije), sadrži niz pretpostavaka, koje se sve mogu provjeriti odgovarajućim sredstvima za doba koje se istražuje (paleopatološki podaci i književni spisi za antički svijet, te statistika za suvremeni svijet), a koje se mogu sažeti ovako: 
- jedna bolest, bila ona zarazna ili degenerativna, može se promatrati samo u odnosu na sve druge bolesti u nekom društvu;
- postojanje i širenje bolesti ovisi o postojanju i širenju svih drugih bolesti u tom društvu;
- čimbenici okoline i kulture određuju preciznu patocenozu, to jest, težnju određenih bolesti da se stabilno održavaju u nekom društvu (u drevnom Zapadu, to su bili sindromi gripe zimi povezani sa sindromima probavnih bolesti ljeti);
- ulazak novog čimbenika kulture ili okoline može uvesti prevlast neke bolesti (npr. rak u industrijaliziranim zemljama), pri čemu jedna patocenoza nestaje, a zamjenjuje je druga.

Bolest koja je dovela do nove patocenoze u mnogo čemu ima glavnu ulogu među patologijama tog doba. Povijesno gledano, tipične patocenoze bile su patocenoza tuberkuloze u 19. stoljeću, patocenoza trbušnog tifusa u carskoj Rusiji itd. Što se tiče zadnjih desetljeća, za žalosno prvenstvo u patogenezi našeg doba bore se AIDS i rak. Naravno, Grmek nije skrivao da je vrlo teško precizno odrediti patocenozu u današnjem svijetu, jer su neprestano seljenje velikih masa ljudi s juga na sjever planeta i napredak komunikacija pretvorili Zemlju u globalno selo. 
Grmekov se pristup može opisati kao medicinski platonizam. Po njemu, bolesti nisu pojave u tijelu, nego ideje, te upravo poput Platonovih ideja, nijedna ne može postojati bez drugih. U patološkoj stvarnosti, ta ideja postaje konkretna bolest, koja ovisi o stanju organizma. Pritom postaju važne sve životne navike, kulturni čimbenici, pa i sam način kako ljudska misao poima bolest, težnja društava da se oblikuju kao sustavi kolektivne obrane protiv bolesti. Tako Grmek pretvara "tvrdu" znanstvenu disciplinu kao što je epidemiologija u osnovu za novi humanizam, koji ne odbacuje znanost radi čovjeka, nego je koristi kao alat za prikupljanje činjenica i formiranje ideja, da bi se bolje shvatili gospodarstvo, politika i kultura "velike povijesti".

## Izabrana djela
- Uvod u medicinu, 1961., 1996.
- Léonard de Vinci, dessins scientifiques et techniques (Leonardo da Vinci, znanstveni i tehnički crteži), 1962.
- Mille ans de chirurgie en Occident (Tisuću godina zapadnjačke kirurgije, 1966.
- U borbi za narodno zdravlje, 1966.
- Catalogue des manuscrits de Claude Bernard (Katalog rukopisa Claudea Bernarda), 1968.
- Raisonnement expérimental et recherches toxicologiques chez Claude Bernard (Pokusi i toksikološka istraživanja Claudea Bernarda), 1973.
- Les Maladies à l’aube de la civilisation occidentale (Bolesti u osvit zapadne civilizacije), 1983, prevedeno na hrvatski 1989.
- Histoire du sida (Povijest side), 1989., objavljeno na hrvatskom 1991.
- La Première révolution biologique (Prva biološka revolucija), 1990., objavljeno na hrvatskom 1996.
- Le Nettoyage ethnique (Etničko čišćenje), suautor, izdano na hrvatskom i francuskom 1993.
- Mistika riječi, zbirka pjesama, 2000.
- Histoire de la pensée médicale en Occident (Povijest medicinske misli na Zapadu), 3 sveska, 1995. – 1999.
- Le Legs de Claude Bernard (ostavština Claudea Bernarda), 1997.
- Les Révoltés de Villefranche (Pobunjenici iz Villefranchea), suautor s Louise L. Lambrichs, 1998.
- Les Maladies dans l’art antique (Bolesti u umjetnosti antike), suautor, 1998.
- La Vie, les maladies et l'histoire (Život, bolest i povijest), izdano na hrvatskom i francuskom 2000.
- La Guerre comme maladie sociale (Rat kao društvena bolest), 2000.
- Le chaudron de Medee (Medejin kotao), izdano na hrvatskom 2004.